# نادي كيتشي

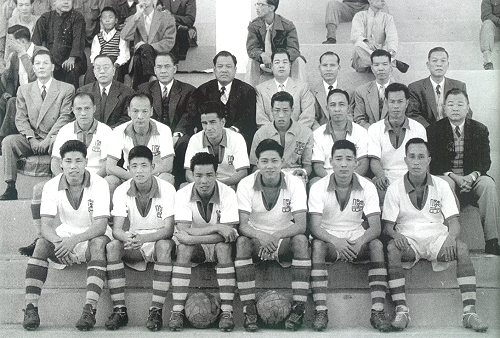
نادي كيتشي في عام 1959.

نادي كيتشي (بالصينية:傑志體育會) هو نادي كرة قدم هونغ كونغي، مقره هو ملعب تسيونغ كوان أو الرياضي. تأسس الفريق في عام 1931 ويلعب حاليا في دوري الدرجة الأولى في هونغ كونغ. سبق للنادي أن حقق الفوز على نادي ميلان 2–1 يوم 31 مايو 2004 وتغلب على يوفنتوس 5–3 بركلات الترجيح بعد تعادلهم 2-2 بالوقت الأصلي في 4 يونيو 2005.

## وصلات خارجية
- () الموقع الرسمي